# День морской пехоты
День морской пехоты — профессиональный праздник всех военнослужащих, военнообязанных и гражданского персонала Российской Федерации проходящих (проходивших) службу и работающих в формированиях морской пехоты ВС России.
Первоначально день морской пехоты был установлен приказом Главнокомандующего ВМФ России № 433 от 19 декабря 1995 года.
День морской пехоты, как профессиональный праздник, установлен Указом президента России № 1009 от 27 ноября 2024 года.

## История и празднование
«День морской пехоты Российской Федерации» сравнительно молодой праздник, несмотря на то, что история российской морской пехоты начинается в начале XVIII века и насчитывает свыше трёх столетий. Царь Пётр Первый издал Указ о создании первого в России «полка морских солдат». Произошло это 16 (27) ноября 1705 года.
Именно в день, когда был издан этот указ царя Русского царства, и было предписано (согласно приказу Главнокомандующего Военно-морским флотом России адмирала флота Феликса Николаевича Громова № 253 от 15 июля 1996 года) отмечать «День морской пехоты России».